# 粗柱杜鹃
粗柱杜鹃（学名：Rhododendron crassistylum）为杜鹃花科杜鹃花属下的一个种。

## 扩展阅读
- 維基物種上的相關：粗柱杜鹃